# Makak formoský
Makak formoský (Macaca cyclopis), jinak také makak formozský je úzkonosá opice z čeledi kočkodanovití (Cercopithecidae) a rodu makak (Macaca). Druh popsal Robert Swinhoe roku 1863. Dle Mezinárodního svazu ochrany přírody (IUCN) málo dotčený druh.

## Galerie

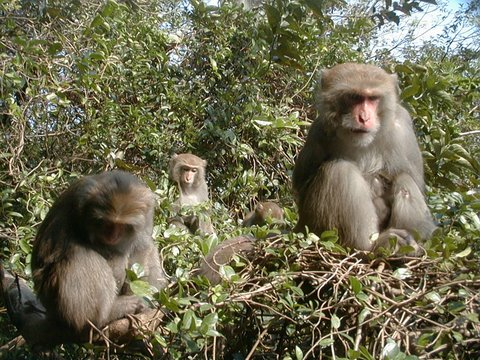
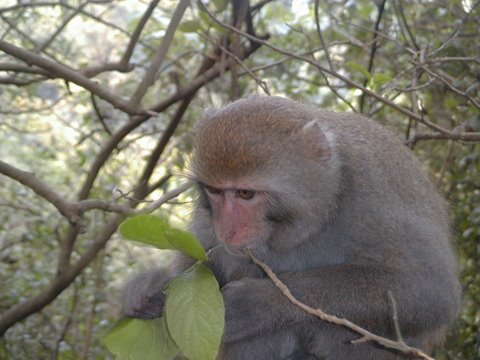
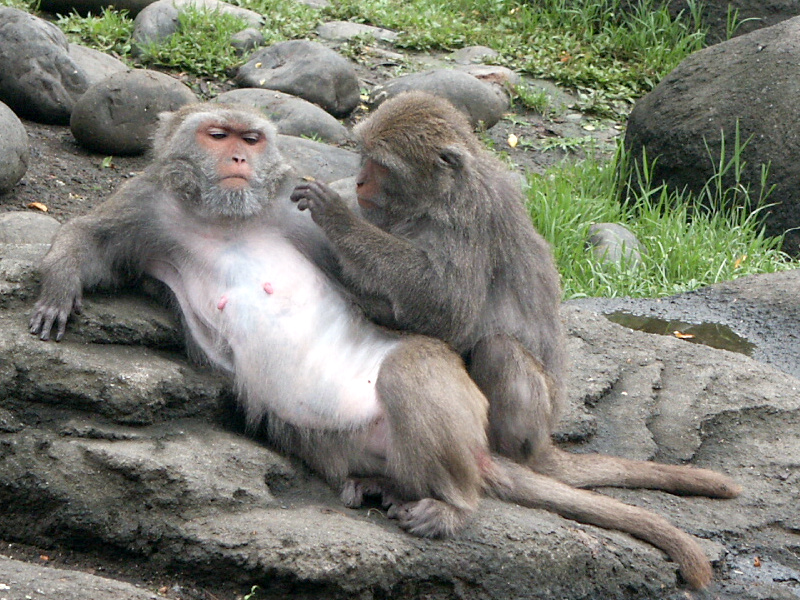
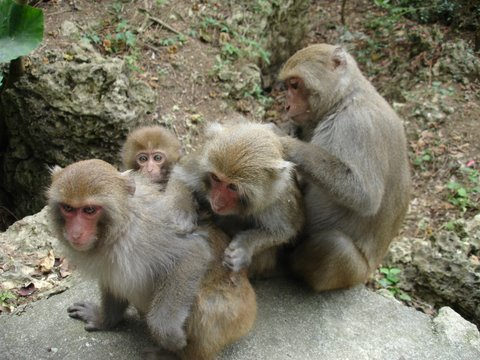

## Výskyt
Makak formozský se vyskytuje v severovýchodním a jihozápadním Tchaj-wanu. Opice obývají především hornatý terén se smíšenými nebo bambusovými lesy, občas i pobřežní regiony, ačkoli kvůli zásahům člověka do krajiny jsou nížinné populace omezené. Druh byl také introdukován na některé ostrůvky v Japonsku, kde se kříží s místními populacemi makaka červenolícího (M. fuscata). Žije ve výškách od 100–3600 m n. m.

## Popis a chování
Makak formozský měří 36–45 cm u samic, ocas je středně dlouhý a měří 26–46 cm, hmotnost se odhaduje na 5–18 kg. Srst má tmavošedé až hnědé zbarvení, přesný odstín se mění s ročním obdobím. Opice se pohybují pomocí všech čtyř končetin. 
Makakové formozští se živí různorodou potravou, například listy, ale také hmyzem nebo drobnými obratlovci, někdy také vnikají do polí, kde kradou plodiny, jako jsou batáty. Potravu si mohou ukládat do lícních toreb v tlamě a sežrat ji později. Skupinu tvoří zhruba 45 jedinců, ale vzhledem k úbytku populací bývají tlupy menší. Území různých tlup se mohou překrývat. Makakové se mezi sebou dorozumívají škálou různých gest a zvuků. Například pozice s otevřenými ústy a zakrytými zuby je znakem agrese, strach naznačují ohrnuté rty a viditelně zatnuté zuby. Rozmnožování probíhá od listopadu do ledna, přičemž samice na připravenost k páření upozorňuje zduřelými sedacími mozoly. Po 165 dnech gravidity se samici narodí jediné mládě vážící zhruba 400 g, jež se stane nezávislým na matce asi po dvou letech věku, ale jsou známy i případy zachování celoživotních vztahů se svou matkou. V případě, že jde o samce, po dosažení 5 let opouští tlupu. Makakové formozští se mohou dožít až 30 let v zajetí, délka života ve volné přírodě je pravděpodobně kratší. Mezi přirozeného nepřítele tohoto druhu mimo člověka patří levhart obláčkový (Neofelis nebulosa).

## Ohrožení
Dle Mezinárodního svazu ochrany přírody byl makak formoský ještě v roce 2000 brán jako zranitelný, od roku 2008 však patří mezi málo dotčené druhy, především kvůli tomu, že je jeho populace stabilní, někde dokonce vzrůstající a areál výskytu se odhaduje na více než 20 000 km2. Taktéž ochranná opatření úspěšně probíhají, druh je zapsán například na seznam CITES II a vyskytuje se v množství národních parků a chráněných oblastí. Jediné možné nebezpečí představuje ztráta přirozeného prostředí následkem zemědělství v nižších polohách, někde také lov.